# Unser Pappa – Herzenswünsche
Unser Pappa – Herzenswünsche ist ein deutscher Fernsehfilm von Ilse Hofmann aus dem Jahr 2004. Es ist der letzte Film der Trilogie Unser Pappa.

## Handlung
Der pensionierte Zahnarzt Achim Hagenau und Vater von sechs erwachsenen Kindern, ist seit kurzem mit seiner Hofnachbarin Bärbel Ramsbächle verheiratet. Nachdem er sich im Schwarzwald aufs Land zurückgezogen hatte, um die vom Aussterben bedrohten Hinterwälder-Rinder zu züchten, musste er feststellen, dass er offenbar doch ein Familienmensch ist und so leben mittlerweile vier seiner Kinder in unmittelbarer Nähe seines Hofes. Nun gibt es auch gleich zwei Taufen zu feiern und Bärbel ist ein wenig wehmütig, nicht mit Achim auch ein Kind zu haben.
Fünf Jahre gehen ins Land und bei Sohn Boris, der auf Achims Hof mitarbeitet, kündigt sich weiterer Nachwuchs an. Seine Frau drängt ihn, sich den Hof ganz überschreiben zu lassen. Achim ist davon nicht begeistert und versucht seine Kinder zu einem Gespräch zusammen zu „trommeln“. Gerade hat er herausgefunden, dass seine Bärbel heimlich einen Umzug nach Stuttgart geplant hat, weil sie um die Gesundheit ihres Mannes fürchtet, der ganz und gar keinen Ruhestand genießt und immer noch viel zu aktiv ist. So hat er von einer alten Dame im Dorf, die in ein Pflegeheim umziehen muss, zwei große Rottweiler zu sich genommen. An sich wünschte sie, dass Lotte und Leo eingeschläfert werden, damit sie nicht ins Tierheim müssen, oder gar getrennt werden und er sich darum kümmern soll. Achim bringt das jedoch nicht fertig und behält die beiden bei sich. Dabei reift in ihm der Entschluss, sogar auf Bärbels altem Hof einen Gnadenhof einzurichten. Das verstärkt sich, als er erfährt, dass sein skrupelloser Schwager Tiertransporte ins Ausland organisiert und an Vieh aufkauft, was er bekommen kann. Sogar sein Hängebauchschwein, den Esel und seine beide Hinterwälder wollte Boris ihm verkaufen, da sie nur fressen und keinen Nutzen für den Hof bringen, von dem er und seine Familie leben muss. Doch auch Sohn Arnulf macht Achim Sorgen. Er betrügt seine Frau, die einen Kurzurlaub mit ihrer Tochter unternommen hatte. Tochter Anna wiederum hat für eine eigene Familie noch gar keinen Plan. Beide sind strikt dagegen, dass ihr Vater das Erbe ihrer Mutter für seine „Spinnereien verschleudert“. Lediglich auf Achim junior kann er bauen. Er versteht den Entschluss seines Vaters, verteidigt ihn gegen seine Geschwister und hilft ihm beim Umsetzen der ersten Tiere: Esel, Hängebauchschwein Wutz und Hinterwäldler. Ehefrau Bärbel ist zunächst nicht begeistert von den neuen Plänen, denn sie weiß um die Herzprobleme ihres Mannes, die er vor ihr zu verheimlichen versucht. Aber ein Besuch beim Arzt lässt diese Sorgen verfliegen, da Achims stressbedingte Aussetzer mit etwas mehr Ruhe, Spaziergängen und etwas Abnehmen zu beheben sein dürften. So erleichtert gehen sie beide an die Verwirklichung des Gandenhofes und Achim besorgt schon die nächsten „Pensionsgäste“, als der Schausteller Axel Schäppge seine Reitponys an Bärbels Bruder verkaufen will. Dieser betrinkt sich aus Ärger um das entgangene Geschäft und verunglückt in der Nacht mit seinem Auto tödlich.
Achim muss erkennen, dass er gesundheitlich doch angeschlagener ist, als er es sich eingestehen wollte. Er bricht am Steuer seines Wagens zusammen. Seine Kinder kommen dadurch zur Besinnung und söhnen sich mit ihrem Vater aus, der noch im Krankenhaus seine jüngste Enkelin begrüßen kann, von der er meint, sie sehe jetzt schon wie eine Zahnarzthelferin aus.

## Hintergrund
Die Trilogie besteht aus Unser Papa – Folge 1, Unser Papa – Folge 2 und Unser Pappa – Herzenswünsche.
Gedreht wurde Unser Pappa – Herzenswünsche in Gschwend, Freiburg im Breisgau, Wiehre, Münstertal im Schwarzwald, St. Märgen, St. Peter im Hochschwarzwald und dem Universitätsklinikum in Freiburg.
Achim junior wird von Pfaffs Sohn Maximilian gespielt.

## Kritiken
Rainer Tittelbach von tittelbach.tv meint, auch wenn die Regisseurin „auf künstliche Spannungsmache verzichtet, […] muss man sich schon Einsehen in diesen undramatischen Erzählfluss, der sich eher im Rhythmus des Lebens dahinschlängelt. Blicke, lange, intensive Szenen und das Spiel zwischen Mensch und Landschaft sind die formalen Zugänge zu dieser Familiengeschichte, die nicht dramatischer oder tragischer sein will als vergleichbare Geschichten aus dem wahren Leben.“